# Drohóbych
Drohóbych (en ucraniano: Дрого́бич, Drohóbych; en polaco: Drohobycz) es una ciudad de Ucrania, capital del raión homónimo en la óblast de Leópolis. Ubicada a las orillas de uno de los afluentes del Dniéster. Entre los años de 1939–1941 y 1944–1959 fue capital de la antigua óblast de Drohóbych.
En 2019 la ciudad tenía una población de 76 044 habitantes. Es sede de un municipio con una población total de unos ciento veinte mil habitantes, que incluye las ciudades de Drohóbych y Stébnyk y unos 32 pueblos.

## Historia
La ciudad fue fundada a finales del s. XI durante la Rus de Kiev. Al estar situada cerca de una fuente de salmuera, desde su fundación vivió de la industria salinera, que queda reflejado en su escudo: nueve barriles de sal. Hoy en día, en Drogóbych sigue funcionando la salina más antigua de Europa, fundada en el siglo XIII.
Durante su pertenencia al Reino de Polonia la ciudad obtuvo la condición de "ciudad real libre" y ya en el siglo XV el Derecho de Magdeburgo.
En los años 60 del siglo XIX en Drogóbych aparecieron las primeras refinerías de Europa debido a que en la región se explotaba uno de los principales yacimientos petrolíferos ya del Imperio austrohúngaro.
Tras formar parte de la República Popular de Ucrania Drogóbych pasó de nuevo a manos polacas siendo una ciudad en la que la cantidad de polacos, judíos y ucranianos se encontraba en igual proporción. Esta situación cambió muy pronto.
A consecuencia del Pacto Ribbentrop-Mólotov la ciudad fue anexionada por la URSS, que volvió a recuperar la hegemonía sobre la ciudad tras el final de la Segunda Guerra Mundial, a pesar de la acción del Ejército Insurgente Ucraniano.
El 2 de abril de 1990, la Diputación (Ayuntamiento) de Drogóbych se declaró como único órgano legítimo de gobierno en la ciudad apartando de este a la representación del Partido Comunista de la Unión Soviética. Ese mismo día la bandera de la Unión Soviética fue bajada de la torre del ayuntamiento para izar la bandera de Ucrania. Drogóbych fue la segunda ciudad ucraniana en hacerlo antes de la Declaración de Independencia de Ucrania.
Hasta la reforma territorial de 2020 era una ciudad de importancia regional y, pese a ser la sede administrativa del raión de Drohóbych, no formaba parte del mismo y estaba subordinada directamente a la óblast. La administración local de Drohóbych realizaba funciones de raión para la ciudad de importancia distrital de Stébnyk. En 2020 Drohóbych se integró en el territorio de su raión.

## En la actualidad
Las industrias que actualmente tienen su sede en la ciudad incluyen refinerías de petróleo, industria química, maquinaria, metalurgia e industria alimentaria.
Entre numerosos centros académicos, la ciudad posee también una universidad pedagógica pública.
Los lugares más interesantes que se pueden visitar en Drogóbych son la iglesia de San Jorge de ff. del siglo XV (de madera, construida sin clavos), la iglesia de la Ascensión de la misma época y material y la iglesia católica de San Bartolomé (de piedra, arte gótico) ff. siglo XIV - pp. siglo XV. con su campanario que sirvió desde el siglo XIII como torre defensiva del castillo de la ciudad.
El Complejo-museo de la ciudad supone también una galería de arte. El teatro de danza y drama de la ciudad también mantiene la vida cultural de la misma. En sus plazas fueron establecidos una decena de monumentos, entre ellos al papa Juan Pablo II.

## Demografía
| Gráfica de evolución de Drohóbych entre 1847 y 2019 |
|                                                     |

## Personajes ilustres
Entre los naturales de Drogóbych más famosos podemos mencionar a:
- Yuriy Kotermak (1450-1494), que firmaba como Yuriy Drogóbych, fue el primer ucraniano que publicó un libro impreso en latín. Doctor en Medicina y también en Filosofía, astrónomo. Fue profesor y rector de la Universidad de Bolonia y profesor de la Universidad de Cracovia. Su alumno más famoso fue Nicolás Copérnico.
- Iván Frankó (1856-1916) es considerado uno de los mayores literatos ucranianos, nominado al Premio Nobel de Literatura. Parte de su obra literaria refleja su condición de político, fundador del movimiento nacionalista ucraniano. La provincia de Drogóbych también es conocida como la "Tierra de Frankó".
- Maurycy Gottlieb (1856-1879), pintor judío-polaco.
- Bruno Schulz (1892-1942) fue un escritor, artista gráfico, pintor, dibujante y crítico literario polaco de origen judío, reconocido como uno de los mayores estilistas de la prosa polaca del siglo XX.

## Galería

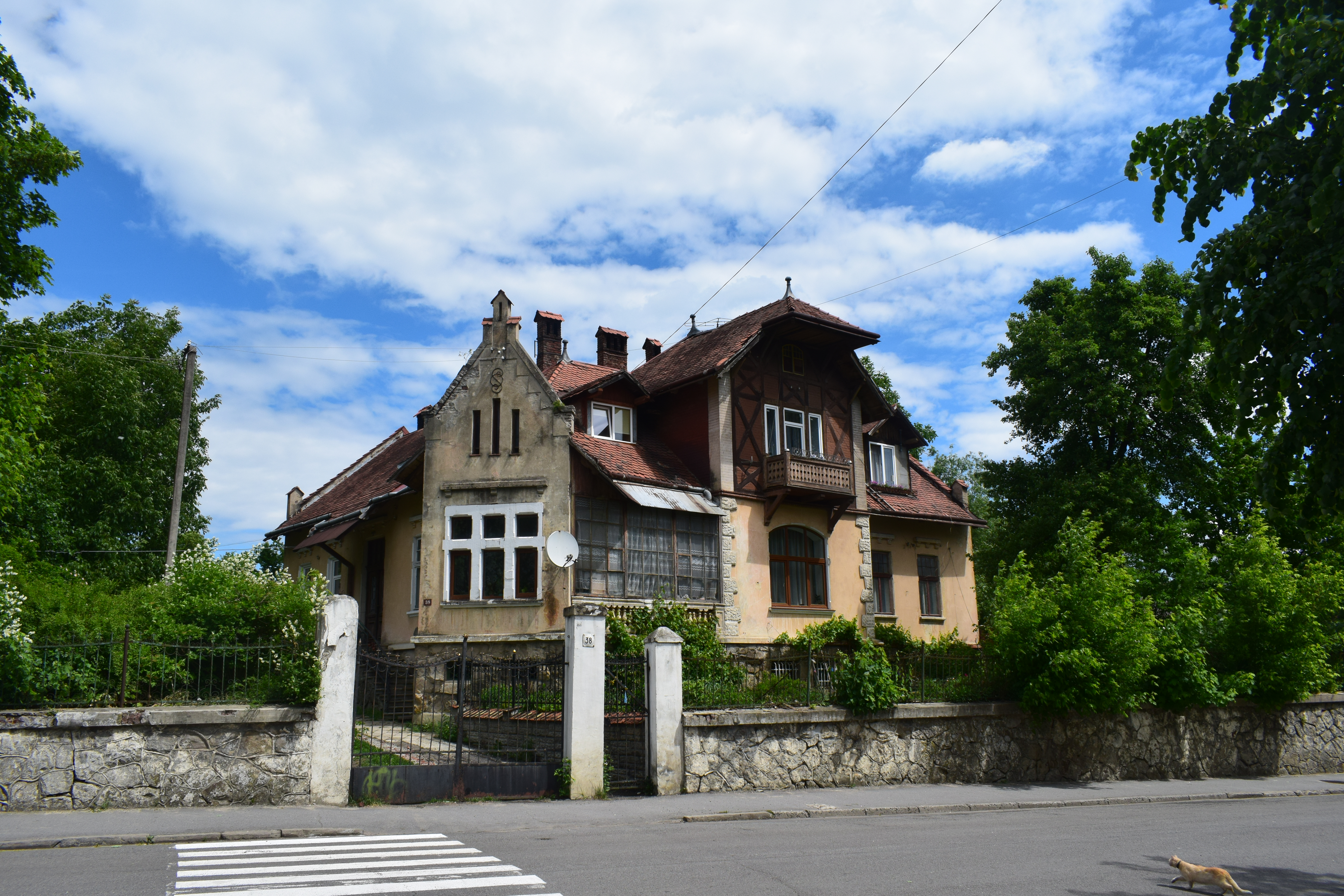
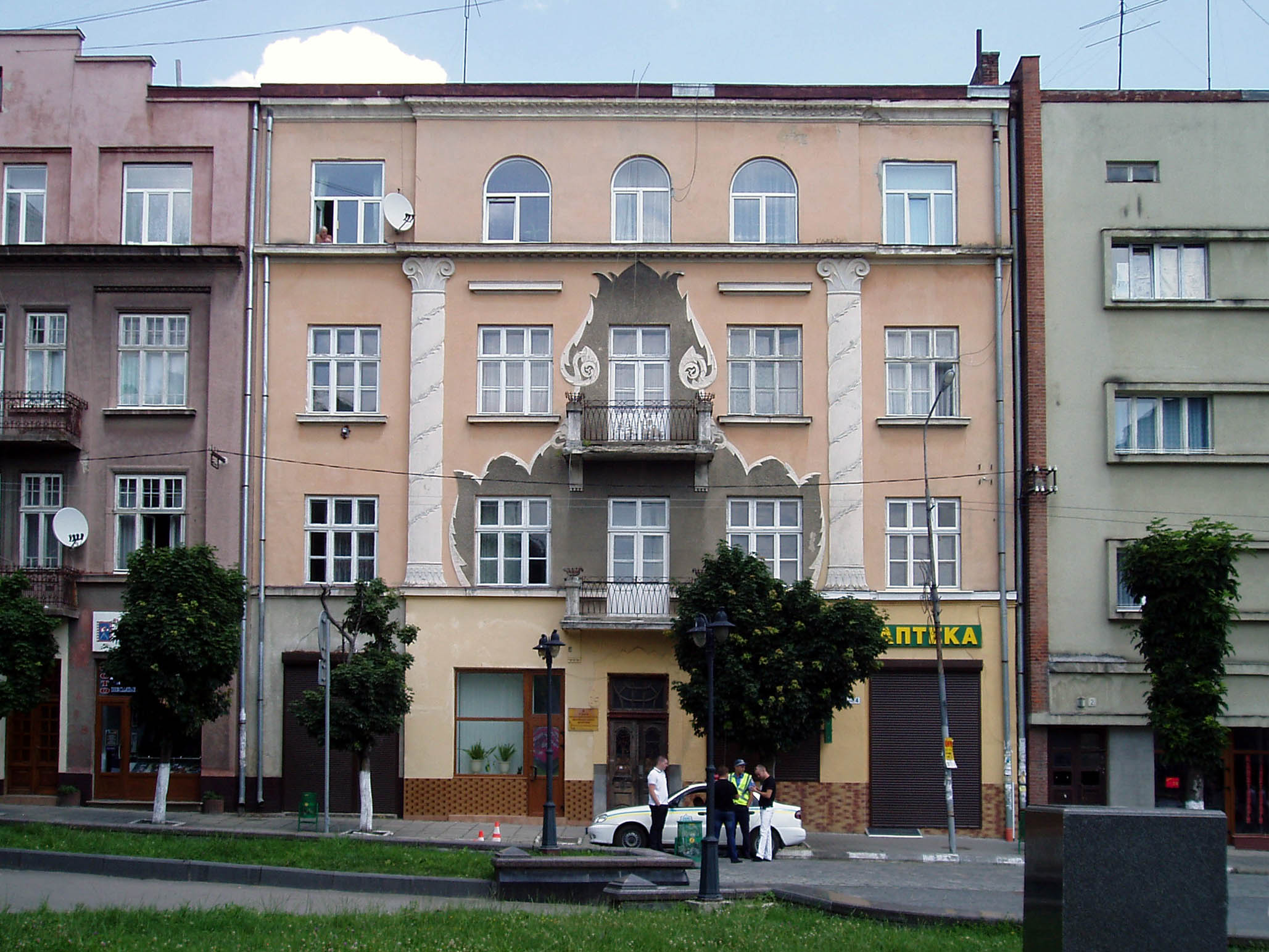
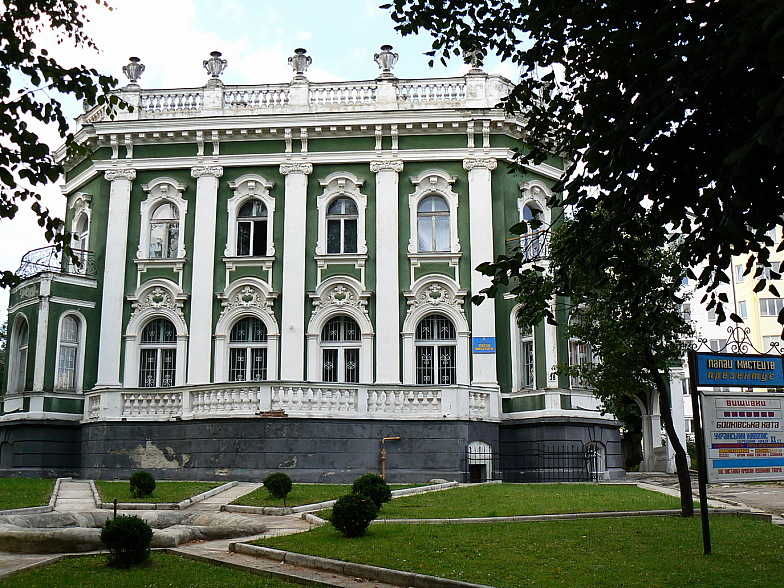
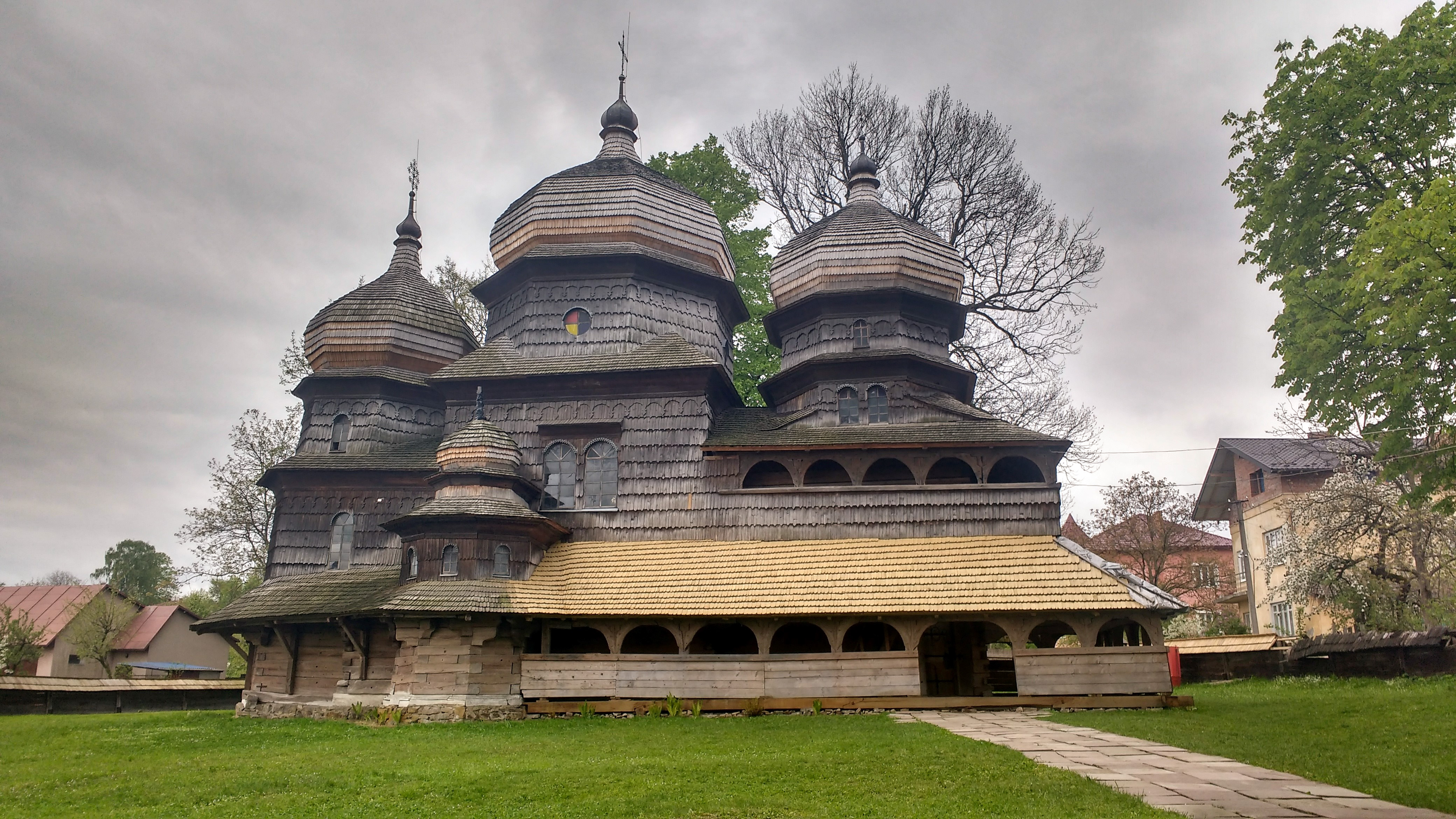